# Atelier de poterie antique de Lyon-la Butte
L'atelier de poterie antique de la Butte est un atelier de céramiques antique dans le 1er arrondissement de Lyon.
Actif au Ier siècle, il est connu principalement pour sa production de lampes à huile et de céramiques à parois fines mais aussi de mortiers et de bouchons d'amphores. Il succède à celui de la Muette situé à moins de 300 m de là. Il est contemporain de l’atelier du Chapeau Rouge à Vaise (Lyon 9e) et les deux ateliers ont une production comparable.
Il a livré un gobelet de forme inédite : une imitation de gobelet républicain à lèvre concave.

## Situation
L'atelier est sur la place de la Butte (qui s'appelait auparavant « place du 175e régiment d'infanterie alpine (R.I.A.) », dans la partie ouest du 1er arrondissement de Lyon, en rive gauche (côté nord) de la Saône sur le quai Saint-Vincent, à 220 m en aval du pont Kœnig, à l’angle du quai Saint-Vincent et de la montée de la Butte.
Situation historique
Placés sur le côté concave d'une courbe de la Saône, les potiers sont sur l’accumulation alluvionnaire qui peut leur servir de matière première. Ils ne sont pas seuls sur cette grève : c'est un quartier artisanal et d'autres corps de métiers s'y installent aussi, dont des verriers et des bronziers. L'atelier de la Manutention est à moins de 200 m en aval, et celui de la Muette à moins de 300 m en aval également.

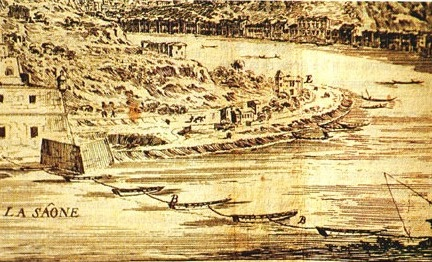
« La Veue de Lion descendat par la Saosne »
« (La Vue de Lyon descendant par la Saône »)
par Israël Sylvestre (1649-1650)

La gravure de 1649-1650 ci-dessus montre le début du quai Saint-Vincent en amont, avec le fort Saint-Jean à gauche ; l'emplacement du futur Grenier d'abondance à sa droite ; la future place de la Butte ; plus loin dans le tournant de la Saône le premier bâtiment du couvent Sainte-Marie-aux-chaînes ; et à travers la Saône, des bateaux portant la chaîne de Sainte-Marie-aux-chaînes.

## Topologie
La butte est celle en remblai mise en place par les arquebusiers pour limiter de champ de tir de leurs exercices. (Voir plus de détails dans l'article « Montée de la Butte ».)

## Découverte et fouilles

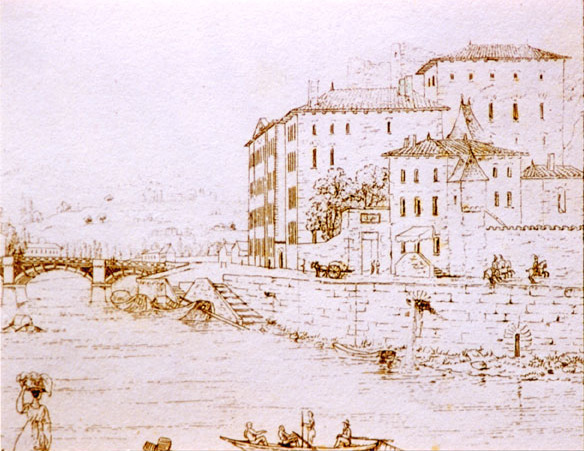
La Saône en aval du pont de Serin, Balthazar-Augustin Hubert de Saint Didier, 1817La place de la Butte avec ses hauts arbres est entourée d'un mur. Un portique surélevé surmonté par une enseigne ouvre sur cet enclos.
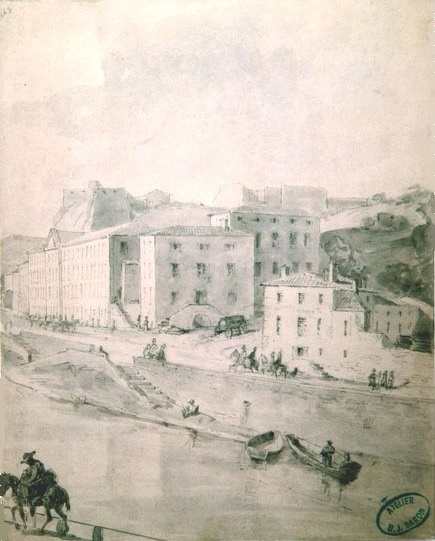
La caserne de Serin et le fort St-Jean, Balthazar Jean Baron, 1840[n 1]-1850Arbres abattus, portique et mur démolis laissent voir le perron de l'hôtel de la Butte contigu au Grenier d’abondance. Contemporain de A. Comarmond.

Le site archéologique est connu depuis le XIXe siècle : un four de potier est signalé entre 1932 et 1934, un autre en 1840. En 1842, Ambroise Comarmond signale 36 lampes à huile « en terre blanche » dont la plupart portent l'estampille STROBILI, que l'on connaît de nos jours comme potier de la région de Modène.
A. Steyert (1895) reprend les descriptions de Comarmond et signale des vestiges d'atelier de poterie de Strobilius au nord du fort Saint-Jean, sur le site de l’entreprise Gillet ; mais rien n’est venu corroborer cette affirmation et Steyert a bien pu situer ailleurs ce qui revient à la Butte. La première erreur de localisation vient de Comarmond, qui situe l'entreprise Morel (d'où viennent les trouvailles) quai de Serin ; alors que cette fonderie de cloches se trouve quai Sainte-Marie-aux-Chaînes (en aval du fort Saint-Jean).
La redécouverte du site par les milieux scientifiques actuels date de l'installation en 1965 de conduites d'eau en provenance du plateau de la Sarra (côté sud de la rivière) et devant traverser la Saône en aval du pont de Serin (remplacé en 1972 par le pont Kœnig) puis ressortir du côté nord de la rivière à la hauteur de la place de la Butte. Dragages préparatoires en mai 1965, suivis en juillet par une première tranchée venant du nord jusqu'à la place de la Butte ; ensuite une grande fosse est ouverte au centre de la place, puis agrandie vers le quai en même temps qu'est creusée une seconde tranchée partant de la place vers l'est. Le quai St-Vincent est éventré, les canalisations rejoignent le centre de la place par une galerie qui passe sous la rue du quai au printemps 1966. Le chantier est terminé en août 1966.
De nombreux tessons de céramique et de verre resurgissent dès les premiers sondages. Mais l'archéologie de sauvetage n'existe pas encore et aucune fouille archéologique n'est entreprise malgré la présence claire de niveaux archéologiques, dont des cuves ou des dolia (grosses cuves en terre cuite). Un voisin des travaux alerte M. A. Grange, amateur d'« antiquailles », qui surveille assidument les travaux à partir du creusement de la fosse au centre de la place. Il fait une simple lecture des parois non préparées, lecture non confirmée par aucun archéologue de profession ; fait quelques croquis et relevés et collecte de nombreux fragments. Aucune structure d'atelier n'est révélée, excepté une petite portion de paroi rubéfiée pouvant provenir d'un four et qui apparaît dans la fosse creusée dans la place de la Butte. 

Ce mobilier et ces quelques observations sont les seules sources d'informations sur le site pendant 35 ans, jusqu'aux fouilles préventives qui interviennent sur le site de novembre 2000 à mars 2001, réalisées par l’AFAN sous la direction de S. Motte.
Le chantier de fouilles de 1965 est appelé « Manutention no 1 » dans Tout feu 2001, p. 47-48 ; et le chantier de fouilles de novembre 2000 à mars 2001 « Manutention no 4 » dans la même revue, p. 49-50.
Grange repère aussi en 1965 des traces d'atelier de verrier, avec des éléments de fours et de nombreux fragments de verre irisés et en très mauvais état de conservation. Et le site a également livré des vestiges d’activité de bronziers,.

## Description

### Stratigraphie
La stratigraphie du site est lacunaire et très confuse. Quelques éléments certains peuvent être retenus :
Un niveau ancien en galets recouvre une épaisse couche de remblai sans stratigraphie lisible, montrant surtout des éléments de destruction.
Des sépultures sont présentes mais leur place dans la stratigraphie est difficilement identifiable. Un sarcophage surmonte un four de potier.
M. Thévenaz, auteur de croquis métrés du site avec les découvertes (1965/1966), identifie un tunnel de four construit en briques dont les parois sont vitrifiées. Il y a certainement eu des fours à poteries sur place, mais faute de précisions rien ne dit que ce four en particulier en soit un : il peut aussi bien être un four de verrier. Les vestiges les plus importants relevés dans la fosse ne sont pas ceux d’un atelier de potier. Le seul élément pouvant se rapporter à des structures liées à la production de céramique, est dans la paroi Est de la fosse : une « grosse paroi réfractaire, 18 cm d'épaisseur progressivement brûlée ».
À partir de la fin du Ier siècle les horizons stratigraphiques gagnent en épaisseur et couvrent des durées plus longues (ce qui fait perdre de la précision aux datations archéologiques).

### Les cuves oudolia
La fosse a dans sa paroi nord un alignement de six cuves ou dolia dans sa largeur, recouvertes d'un niveau contenant des cendres. Et la tranchée qui part de la fosse vers le nord a traversé au moins quatre autres alignements ouest-est de ces cuves. (La même tranchée a aussi coupé le cheminement d'un caniveau.)
Ces cuves sans fond plat ont une forme relativement ouverte, avec un diamètre maximal d'environ 120 cm et une hauteur totale de 100 cm. Leur profil est mal restitué, on ne sait pas s'il est hémisphérique ou plutôt conique. Leurs lèvres
sont de deux types : une en marli semblable à celle des dolia, l’autre avec une encoche en réserve.
Ces alignements de cuves reposent sur des « dalles de gneiss », et sont surmontés d'une épaisse couche de rebuts de céramique. Ils doivent être dissociés des structures maçonnées postérieures : ils relèvent d'une installation antérieure à l'atelier de poterie. mais leur utilisation reste inconnue.
Desbat & Dangréaux (1997), mentionnant aussi l’entrepôt à dolia trouvé rue des Étroits et le site place Bellecour, posent l'hypothèse que ces dolia participent au circuit commercial des denrées importées à Lyon en vrac pour être conditionnées en amphores sur place.

### Évolution de l'atelier
L'atelier de la Butte succède à celui de la Muette situé à moins de 300 m de là. Il est contemporain de l’atelier du Chapeau Rouge à Vaise (Lyon 9e) et les deux ateliers ont une production comparable.
Les fouilles de 2000-2001 révèlent quatre phases d'occupation antique.
La phase 2 comprend trois petits fours de potiers rectangulaires et une quinzaine de fours de verriers : elle a livré un abondant mobilier.

## Le matériel récolté
A. Comarmond (1855), qui fait l'inventaire du musée du Palais des Arts de Lyon, relève dans les collections d'antiquités romaines du musée plusieurs objets provenant de la Butte. Outre le petit mobilier d'une tombe installée au-dessus d'un four de potier (pièces décrites plus bas dans la section « Autre mobilier trouvé sur le site »), il relève la présence de cinq lampes en argile blanche et de cales de four.
En 1965 Grange recueille des rebuts de cuisson de lampes à huile, de céramiques à parois fines et des « moutons » de mortiers. Les productions principales sont de la céramique fine, des lampes à huile et, en moindre quantité, de la céramique commune claire.

### Lampes à huile

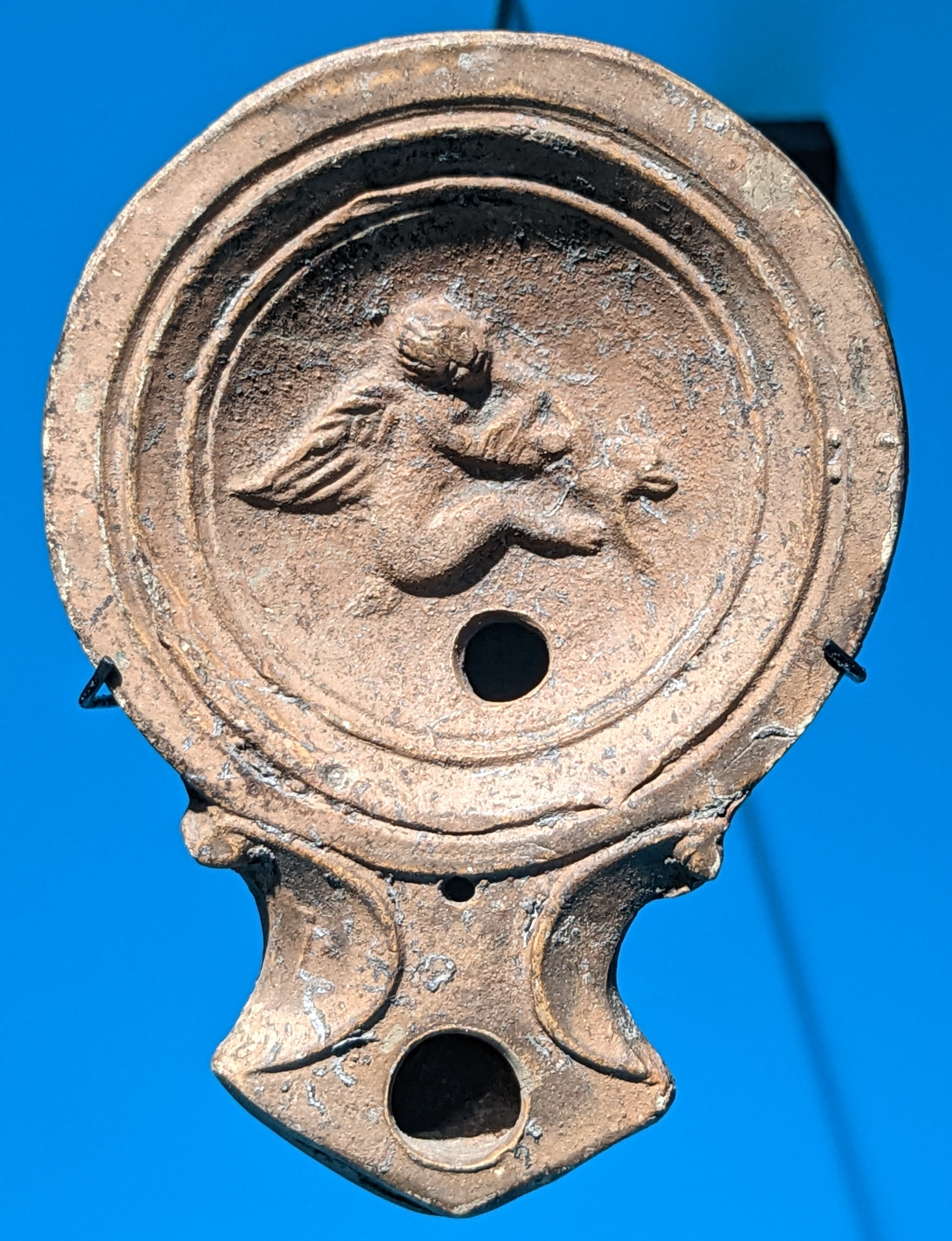
Une lampe à huile provenant de l'atelier de La Butte.

Un lot de 18 lampes sur les 36 répertoriées par A. Comarmond a été comparé aux lampes de Vindonissa répertoriées par S. Loeschcke en 1919, ce qui a permis d'identifier et de constituer le groupe C de provenance lyonnaise.
Le second lot de lampes, provenant des ramassages effectués par A. Grange en 1965, comporte 500 fragments issus de 185 individus ; la moitié de ces fragments sont des rebuts de cuisson, ce qui laisse supposer que la récolte provient d'un dépotoir.

### Céramiques à parois fines
Bertrand et al. (1997) signalent qu'aucun échantillon de céramique à paroi fine ne provient de ramassages anciens, probablement parce que les lampes monopolisaient alors l'attention. 

Datant de 1965, un premier ensemble très fragmentaire et assez érodé de 631 tessons pour un minimum de 86
vases reconstitués a été ramassé dans la fosse centrale, essentiellement dans les couches surmontant les cuves. Certaines lèvres sont difficilement interprétables mais les gobelets sont largement minoritaires. Le site a livré un gobelet de forme inédite : une imitation de gobelet républicain à lèvre concave. Le matériel recueilli sur le site ne permet pas toujours d'identifier d'autres formes rares.
Les vases ovoïdes sont presque aussi nombreux que les bols. Sur quatre principales formes de bols, le bol à lèvre en bandeau lisse est le plus abondant, avant le bol à lèvre en bandeau mouluré. Les deux autres types sont moins nombreux ; parmi ceux-là, les bols carénés à lèvre en bandeau brisé sont plus tardifs.
Le sablage est le décor le plus ancien. Il est appliqué sur la plupart des pots ovoïdes et une bonne partie des bols ; il se retrouve sur tous les bols à lèvre en bandeau brisé, qui ne reçoivent jamais de barbotine. 

77,4 % des tessons sablés ont une surface interne lisse : les pots ovoïdes, plus grands, génèrent plus de tessons. Les tessons lisses correspondent à des bols à lèvre en bandeau brisé, des coupes tripodes, des couvercles et une partie des pots ovoïdes (à cause de leur plus grande taille, ces derniers fournissent plus de tessons). Les formes fermées (pots ovoïdes) ont généralement une surface interne lisse.
Les coupes tripodes, une marque de la diversité de la production de l'atelier, sont généralement hémisphériques avec une lèvre éversée.
La partie basse d'un four sur le site de l'atelier de la Manutention a livré cinq vases ovoïdes à parois fines, intacts, ressemblant à la production de la Butte.
Le musée de la civilisation romaine à Fourvière possède deux lots des 36 lampes de la collection Comarmond.
Un gobelet inédit
Une est représentée par un tesson de gobelet présente une forme inédite ; il est décoré à la molette mais sa lèvre concave rappelle les gobelets républicains.

### Mortiers
La production de mortiers est représentée par la trouvaille en 1965 du « mouton » d'un mortier fondu et collé sur des tuiles également déformées. Ce mortier, à marli presque horizontal mais légèrement recourbé, est apparenté au type Vindonissa 575 et 576 : rare à Lyon. Il est proche du type 2 produit à  la Manutention.

### Bouchons d'amphores
Les « bouchons d'amphores » sont des vases plus ou moins en forme d'amphore, parfois appelés amphorisques et interprétés comme des moyens de boucher les amphores (voir les représentations des huit formes de bouchons d'amphores trouvées à la Butte, dans Bertrand et al.   1997, p. 30, fig. 14). Cette interprétation, proposée originellement par S. Loeschcke (1939), a été reprise par plusieurs auteurs mais plusieurs autres hypothèses ont été avancées,.
En 1965 A. Grange signale dans la tranchée partant vers l'est, « plusieurs amoncellements de vases considérés comme bouchons d'amphores, de plusieurs calibres ». 

Le remblai de la paroi ouest de la fosse centrale a livré un lot d'une dizaine d’amphorisques, découverts ensemble. Ce lot présente quatre types différents dont trois ont une lèvre en bobine similaire ; la lèvre du quatrième type n’est pas conservée :
- premier type : panse globulaire striée, la plus grosse contenance parmi les quatre types. Pied plat ;
- deuxième type : panse piriforme striée, plus petite. Pied en pilon cylindrique ;
- troisième type : panse piriforme encore plus petite. Non striée. Pied plat ;
- quatrième type : panse cylindrique lisse. Exemplaire brisé à l’épaulement[26].

### Les argiles et les pâtes
L'argile utilisée pour les lampes et les céramiques à parois fines est très calcaire (+ de 8%). La pâte est blanche à verdâtre.
Les engobes, généralement dans les tons bruns ou orangés, sont poreux et mats quand ils ne sont pas grésés. Ils sont parfois grésés, ce qui les rend imperméables et donne plus ou moins de brillant à la surface. 

Mais beaucoup des échantillons récoltés sont des ratés de cuisson, parmi lesquels les revêtements brillants sont rares mais presque toutes les pièces portent des pustules de surmoulage au plâtre ; de plus leur pâte est souvent pulvérulente et l’engobe a disparu, mais ces dernières caractéristiques peuvent aussi apparaître quand les pièces sont enfouies dans certaines conditions (la nature chimique de certains sols peut amener ce résultat).

### Autre mobilier trouvé sur le site
A. Comarmond (1855), qui fait l'inventaire du musée du Palais des Arts de Lyon, relève dans les collections d'antiquités romaines du musée plusieurs objets provenant de la Butte ; dont le petit mobilier d'une tombe installée au-dessus d'un four de potier, incluant des figurines en argile blanche, des vases, des épingles de tête et une baguette en ivoire.

## Dates
Le bol à lèvre en biseau, une céramique fine, est la première forme connue produite par l'atelier ; elle apparaît dans les années 20-30 apr. J.-C. et disparaît précocement, avant le dernier tiers du Ier siècle.
Quelques années après le début de ce bol, l’atelier commence à produire des bols à lèvre en bandeau mouluré et des vases ovoïdes ; ce sont les formes qui ont duré le plus longtemps et ce sont les plus nombreuses sur les sites de consommation lyonnais. Le bol à lèvre en bandeau brisé, les gobelets ovoïdes, les coupes tripodes et les couvercles ne sont pas produits avant le deuxième tiers du Ier siècle.
Des imitations de Firmalampen de type Loeschcke X marquent la fin de la production.
Nonobstant les problèmes de stratigraphie sur le site de l'atelier, les sites de consommation lyonnais ont fourni des productions de la Butte dans des contextes du début du IIe siècle. L'atelier est donc actif plus longtemps que ne le supposait K. Greene (en), qui avait donné une date de fin d'activité vers 68-70 apr. J.-C. en se basant sur l'absence des productions de la Butte sur les sites de consommation du limes ; mais Lyon a connu une période de troubles à cette époque et les canaux d'exportation en ont vraisemblablement été perturbés.

### Diffusion
Jusqu'en 1999, les productions de la Butte ont été trouvées sur 102 sites dont 42 en Angleterre.

## Plans, notes et références

### Plans
- Bertrand   2000, chap. 2 : « L’atelier de la Butte - Données archéologiques » > section 2-1-2-1 : « Nouvelles données sur le site »,
  - fig. 18 : « Situation de la fosse et des tranchées ouvertes place de la Butte »
  - fig. 19 : « Relevé en plan de la fosse centrale et des tranchées, situation des cuves et structures majeures »
  - fig. 20 : « Coupe nord-sud du quai St-Vincent et de la place de la Butte, arrivée des conduites et emprise de la fosse centrale »
  - fig. 21 : « Coupes sud-nord et ouest-est de la fosse centrale »